# Viktor Khokhriakov
Viktor Ivanovitch Khokhriakov (en russe : Виктор Иванович Хохряков), né le 26 juillet 1913 à Oufa dans l'Empire russe et mort le 20 septembre 1986 à Moscou (Union soviétique), est un acteur soviétique et russe.

## Filmographie partielle
- 1946 : Au nom de la vie (Во имя жизни) de Alexandre Zarkhi et Iossif Kheifitz
- 1948 : La Jeune Garde (Молодая гвардия) de Sergueï Guerassimov
- 1948 : Mitchourine (Мичурин) de Alexandre Dovjenko : Ryabov
- 1948 : Histoire d'un homme véritable (Повесть о настоящем человеке) de Aleksandr Stolper
- 1949 : La Bataille de Stalingrad (Сталинградская битва) de Vladimir Petrov
- 1952 : Rimski-Korsakov (Римский-Корсаков) de Guennadi Kazanski
- 1960 : Vingt Mille Lieues sur la terre (Леон Гаррос ищет друга) de Marcello Pagliero
- 1961 : Et si c'était l'amour (А если это любовь?) de Youli Raizman
- 1962 : Sem nianek (Семь нянек) de Rolan Bykov
- 1974 : Le Dit du cœur humain (Повесть о человеческом сердце) de Daniil Khrabrovitski

## Récompenses et nominations

### Récompenses
- 1973 : Artiste du peuple de l'URSS